# Podnjataja celina
Podnjataja celina (Поднятая целина) è un film del 1939 diretto da Julij Jakovlevič Rajzman.